# جایزه گلدن گلوب بهترین بازیگر نقش مکمل مرد – سریال، مینی‌سریال یا فیلم تلویزیونی
جایزه گلدن گلوب بهترین بازیگر نقش مکمل مرد – سریال، مینی‌سریال یا فیلم تلویزیونی (انگلیسی: Golden Globe Award for Best Supporting Actor – Series, Miniseries or Television Film) یک جایزه گلدن گلوب است که هر ساله توسط انجمن مطبوعات خارجی هالیوود اهدا می‌شود. این جایزه به بازیگرانی داده می‌شود که در یک نقش مکمل در یک سریال، مینی‌سریال یا فیلم تلویزیونی بازی برجسته‌ای انجام داده باشند. در بیست و هشتمین مراسم گلدن گلوب در ۵ فوریه ۱۹۷۱ جیمز برولین برای نقش‌آفرینی‌اش در دکتر مارکوس ولبی برای نخستین بار این جایزه را دریافت کرد. این جایزه تحت عنوان بهترین بازیگر نقش مکمل مرد - مجموعه تلویزیونی قبل از تغییر به عنوان فعلی خود در سال ۱۹۸۰ ارائه می‌شد.